# Derk Sibolt Hovinga
Derk Sibolt Hovinga (roepnaam Derk) (Oostwold, 22 oktober 1909 - Oostwold, 31 december 1990) was een Gronings dichter en schrijver. Hij schreef in het dialect van het Oldambt. Zijn gedichten kenmerken zich vooral door natuurmystiek en het treffende gebruik van de gevoelsaanduidingen in de streektaal.

## Leven
Derk Sibolt Hovinga groeide op  in het Oldambt op een boerenbedrijf dat al generaties lang in zijn familie was. Zijn vader schreef geregeld stukjes over actuele onderwerpen in de Winschoter Courant. Zijn moeder stamde uit een kinderrijke en welvarende boerenfamilie in Nieuw-Beerta; zijn ooms en tantes bewoonden allen grote boerenbedrijven.
Hovinga bezocht het stedelijk gymnasium in Winschoten en studeerde twee jaar klassieke talen, oude geschiedenis en Oud-Germaanse taalkunde in Groningen. Hij werd lid van het studentencorps Vindicat en het bittergenootschap Omlandia. Zijn belangstelling voor de symboliek van de Edda en de Germaanse mythologie dateert vooral uit deze jaren.
Na het overlijden van zijn moeder keerde hij in 1931 terug naar het ouderlijke huis; het stadsleven kon hem niet bekoren. Eind 1933 bezocht hij met enkele vrienden vier maanden de Landwirtschaftliche Hochschule te Bonn-Poppelsdorf. Hij werd hier lid van de NSB. Tevens was hij actief in de boerenprotestbeweging Landbouw en Maatschappij, onder andere als secretaris van de afdeling Midwolda-Oostwold. Namens de boerenorganisatie was hij meermalen te gast in Duitsland en in juni 1936 ontving hij een delegatie van de Reichsnährstand. Later noemde hij deze periode een zwarte bladzijde in zijn leven. Eind 1940 stapte hij over van de NSB naar het Nationaal Front, dat na een jaar verboden werd. Later was hij lid van de VVD en overtuigd liberaal. 
Hovinga bezocht in de jaren dertig meerdere steden in het buitenland. Thuis was hij een geregeld bezoeker van de boerendanssociëteit 'Never Mind' te Winschoten.
Eind 1944 nam hij het boerenbedrijf van zijn vader over, aanvankelijk als pachter, later deels als eigenaar. Zijn jongere broer Onno Sebes Hovinga koos daarna voor een loopbaan in de journalistiek. In 1947 verhuisde Derk naar de villa van zijn ouders in de Moushouk (Huningaweg 3), gebouwd in 1913. 
Hovinga bleef boer tot 1966. Geregeld trok hij de aandacht met ingezonden brieven over het belang van de landbouw, de zijns inziens slechte beloning en het gebrek aan waardering voor de boerenstand. Zomer 1970 bezocht hij landbouwminister Lardinois om voor hogere prijzen voor landbouwproducten te pleiten. Hij ijverde voor aanleg van een Dollardkanaal en kwam op voor de belangen van kleine dorpen als zijn woonplaats Oostwold. Zijn gedachten over landbouwpolitiek uitte hij tevens in een column in De Landbode onder de titel 'Oldambster raketten'.
Hovinga was niet bepaald sportief, maar wel een actief schaatser, fietser en wadloper. Graag wandelde hij in het Midwolderbos. Hij was vrijzinnig-hervormd, maar noemde zichzelf vrij-religieus. Tot zijn dood bezocht hij de bijeenkomsten van de Nederlandse Protestantenbond in Oostwold. Hij was verder lid van de vrijmetselaarsloge 'Moed, Kracht, Volharding' te Winschoten.
Als persoon was hij gesloten en soms mensenschuw. Wel nam hij enthousiast deel aan buitenlandse groepsreizen. Op latere leeftijd leidde hij een teruggetrokken bestaan. Dit leverde hem de bijnaam Òl Gandi op. Hovinga is - na een ongelukkige liefde in zijn jeugdjaren - altijd vrijgezel gebleven. Sinds 1973 deelde hij de woning met zijn huishoudster Engeltje Boven.

## Literair werk
Derk Sibolt Hovinga oefende zich al op middelbare school in het schrijven van stukjes. Met de onderwijzerszoon Meinardus Braaksma uit Midwolda maakte hij het handgeschreven krantje Witolipocoa, waarvoor hij een historisch kroniekje over de geschiedenis van het Oldambt schreef. De principes van de dichtkunst werden hem bijgebracht door zijn leraar Frans, Sybrandi Braak, een groot kenner van het symbolisme in de Franse literatuur. Frankrijk bleef hem fascineren; in 1939 maakte hij met zijn neef Harm Onno Ebbens een fietstocht naar Parijs, waarover hij later een verslag in het Gronings schreef.
Hovinga's eerste publicaties verschenen in het weekblad Landbouw en Maatschappij (1933-1936), waarin hij onder andere een serie over de wordingsgeschiedenis van Nederland schreef. Andere bijdragen kwamen terecht in De Weg (1941), het orgaan van het Nationaal Front. Belangrijkste thema's in deze jaren zijn de belangen van de boerenstand, de identiteit van de plattelandsbevolking en de diepere kracht die uitgaat van het boerenideaal. Vaak schreef hij onder zijn initialen, soms onder eigen naam. Door zijn vriendschap met Boelo Bontkes, zoon van de NSB-ideoloog en herenboer Tjark Bontkes (1885-1972) uit Finsterwolde raakte hij vertrouwd met het etnisch nationalisme dat in bepaalde NSB-kringen leefde. Veel van de thema's waarover Bontkes in deze jaren publiceerde vinden hun weerklank in Hovinga's eigen werk. Dat geldt eveneens voor diens religieuze mystiek. De ariosoof Bontkes citeerde graag de Edda en andere middeleeuwse heldensagen om zijn synthese van Christendom en Germaans natuurgeloof te onderbouwen. Ook had hij zoals veel tijdgenoten veel belangstelling voor Oud-Germaanse symboliek. Deze thematiek vinden we later bij Hovinga terug. Bontkes was bevriend met Meinoud Rost van Tonningen, hoofdredacteur van de NSB-krant Het Nationale Dagblad. Hierin verscheen in 1937 een artikel van Hovinga over de belangen van de boerenstand.
In Hovinga's nalatenschap bevindt zich verder het gedicht 'De Zwaarte Vlage', de vertaling van een bekend lied uit NSB-kringen. Het verwijst naar boerenprotesten in Noord-Duitsland vanaf 1928, die bijdroegen aan de ondergang van de Weimarrepubliek. Onder het pseudoniem Sibolt van den Woldenheerd te O. publiceerde hij in juni 1940 in het Agrarisch Nieuwsblad een Nederlandstalig 'Boerenlied'. Hierin bezingt hij het belang van de boerenstand binnen een nieuw op te bouwen "volksche staat". In het radicale NSB-kaderblad Volksche Wacht van juni 1940 breekt hij een lans voor de oprichting van een strijdbare cultuurorganisatie voor Groningen. Het Nieuw Groninger Woordenboek (1929) van K. ter Laan kenschetst hij bij die gelegenheid als een waardevol boek uit een tijd dat de "volksche idealen nog sluimerden" en dat zodoende nog de sporen droeg "van een tijd die voorbij is". Later gaf hij zich te kennen als bewonderaar van Ter Laan.
Zijn eerste Groningse schrijfsels dateren eveneens uit zijn gymnasiumtijd. Rector J.Æ. Wartena, een voormalig predikant van Friese komaf die aan de totstandkoming van Ter Laans woordenboek meewerkte, stimuleerde de belangstelling voor de eigen taal. Maart 1942 kwam Hovinga via mr. Jan A. Buurma uit Winschoten (de latere secretaris van de Groninger Maatschappij van Landbouw) in contact met de linkse dichter-onderwijzer Jan Boer, wiens gedichten hij bewonderde. Die vroeg hem wat werk te sturen voor de serie Land en Volk van Stad en Ommelanden, uitgegeven door Van Gorcum in Assen, waarin het Oldambt nog nauwelijks aan bod was gekomen. Twee gedichten werden gepubliceerd in het Maandblad "Groningen", namelijk 'Veurjoarsdag' en 'Roggemouer'. Andere gedichten waren bedoeld voor een verzamelbundel die er uiteindelijk niet zou komen. De beide mannen raakten daarna – hoewel ze op het politieke vlak mijlenver uit elkaar lagen – bevriend. Boer voorzag Hovinga's 'Oldambtster boerenlaid' uit februari 1943 van een passende melodie.
Hovinga's eerste dichtbundel Störm en stilte verscheen in 1952. Dit vestigde zijn naam als dichter. Samen met journalist Simon van Wattum, neerlandicus Willem Diemer en hoogleraar Klaas H. Heeroma was hij enkele jaren redactielid van 't Swieniegeltje, waardoor hij in contact kwam met streekauteurs uit buurgewesten. Hij werd een gewaardeerd gast op de bijeenkomsten van de Grunneger Schrieverskring, redacteur van het jaarboek Wenakkers en bestuurslid van de Stichting "De Warf". Met andere dialectschrijvers onderhield hij een uitvoerige correspondentie. Honderdvijftig liefhebbers tekenden in op de jubileumbundel ter gelegenheid van zijn vijftigste verjaardag. Maar de erkenning van het ruimere publiek bleef lang uit. Hij hield voordrachten, publiceerde in literaire bladen als Maandblad "Groningen", Dörp en Stad, 't Swieniegeltje, Wenakkers, Weerwoord, Oet Boukenkist, het Kraantje veur Vrunden van de Grunneger Dainsten en vooral Toal en Taiken, maar hij schreef ook in de Winschoter Courant en in plaatselijke bladen als de dorpskrant Tam Tam. Naast eigen werk publiceerde hij vertaalde gedichten van Guido Gezelle en Adriaan Roland Holst en maakte hij vertalingen van het middeleeuwse Lied van Heer Halewijn en het ridderverhaal Karel ende Elegast. Ook was hij met Van Wattum, Heeroma en diens opvolger Hendrik Entjes redacteur van de Sasland-riege, onder welke vlag hij zijn tweede bundel publiceerde. Hovinga's werk werd lange tijd uitgegeven door de uitgeverij van J.D. van der Veen, het moederbedrijf van de Winschoter Courant (directeur B. van der Veen was gehuwd met een nicht van de dichter). Daarna gebeurde dit door Stabo/Allround van Willem Diemer. Hij was verder actief in de gecombineerde rederijkerskamer Woudbloem-Concordia (Woco), die beurtelings bijeenkwam in Hotel 'De Witte Zwaan' te Oostwold en in Hotel 'Gemeentehuis' te Midwolda. Hiervoor schreef hij liederen en toneelstukken waarvan het merendeel niet bewaard is gebleven. Voor zijn liederen gebruikte hij meermalen melodieën van Franz Schubert.
Na de verkoop van zijn boerderij wijdde hij zich volledig aan het schrijverschap. Lange tijd verschenen er geen nieuwe gedichten van zijn hand, maar hij schreef wel opiniërende stukken en historische bijdragen. Ook religie had zijn belangstelling. Zijn gevoel voor humor blijkt vooral het dichterlijke vertelsel Noar 't Adrillenmaart in Winschoot (1978), waarin hij terloops duizend typisch Groningse voornamen opsomt. Voor de bewoners van zijn woonplaats schreef hij een aantal liederen, waaronder 'Oostwolmer volkslaid', 'Midwolmer volkslaid', 'Meerlandslaid', 'Moushouklaid' en 'De Witte Zwoan'. Verder schreef hij kinderverhalen en sprookjes. In het plaatselijke schoolkrantje verscheen het feuilleton 'Kamperen in 't Midwolmerbos', waarin de geschiedenis van zijn woonplaats uitvoerig aan bod komt. Met name adellijke familie Huninga fascineerde hem. Aan haar bekendste telg, de Oldambtster vrijheidsheld jonker Sebo Huninga (1605-1665), wijdde hij een afzonderlijk gedicht en meerdere verhalen. Een vast thema in publicaties was afkeer van de stad Groningen en van het stadsleven in het algemeen. 
Tijdens de strenge winter van 1979 kwam zijn creatieve energie tot ontlading; in korte tijd produceerde hij zo'n vierhonderd pagina's dichtwerk. Daarop volgden twee nieuwe bundels. Ook vertaalde hij delen van de Edda in het Gronings. Enkele gedichten over het lot van de boerenstand publiceerde hij onder de schuilnaam 'Agricola'. Voor zijn Groningse verhalen gebruikte hij soms het pseudoniem 'Menzo Woldemoa', de hoofdpersoon uit Adrillenmaart. Eenmaal schreef hij onder de schuilnaam 'A.G. Vos', een anagram van zijn naam zoals uitgesproken in het dialect (S. Ov'ga).

In Hovinga's dichtwerk staan natuurmystiek en godsvertrouwen centraal. Ds. P.J. van Leeuwen kenschetst hem in Geschiedenis van de Groninger literatuur (1984) weliswaar als "een typische solitair-dichter", maar ook als iemand "de wezenlijke problemen van het mens-zijn" in zijn werk centraal stelt. Zijn levensvisie is die van het pantheïsme: "Hij is vervuld van diep verlangen naar de volmaakte vrede, die ligt in het opgaan in, de overgave aan, de harmonie met God en die hij vindt in de natuur, aan het wad, in de polders, in de nachtelijke stilte". Zelf noemde hij God "een soort samengebundelde energie" die tegengestelde krachten overbrugde. In een interview met Simon van Wattum uit 1983 vatte hij zijn gedachten kernachtig samen: 
Achter de schepping zit de kosmische energie, maar dat is een mysterie, dat kun je niet doorgronden en dat mysterie zit ook in de natuur. God is ook een mysterie [...] en die gedachte zit in mijn poëzie. 
In 1983 kreeg Hovinga de Litteraire Pries 1982 van de Stichting 't Grunneger Bouk voor zijn hele oeuvre en met name voor zijn meest recente bundel Bloaren aan de levensboom. In 1989 werd hij onderscheiden met een eremedaille verbonden aan de Orde van Oranje-Nassau.

## Postuum
Bij zijn woning werd in 2007 een borstbeeld van de hand van Marten Grupstra onthuld. Datzelfde jaar wijdde de componist Hero Wouters uit Nieuw-Scheemda een project aan het werk van Derk Sibolt Hovinga, onder auspiciën van de Stichting Componisten van Oorspronkelijke Muziek. Dit leidde tot het theaterconcert Mien Ander Laand te Oostwold. Bij meerdere gelegenheden vertolkte Jur Roelofs de persoon van Hovinga. Het bovengenoemde project resulteerde ten slotte in maart 2020 in de publicatie van een boek met een CD met vertaalde teksten en liederen.
Hovinga's literaire nalatenschap wordt beheerd door het D.S. Hovingafonds. Dit fonds subsidieert de (her)uitgave van Groningstalige werken, die het gebruik van het dialect bevorderen of de geschiedenis, cultuur en religie van het Oldambt centraal stellen.

## Werken
- Störm en stilte, Meppel 1952 (32 gedichten)
- Miemern in tweiduustern, Winschoten 1960 (34 gedichten)
- Oogst van mien aner laand, Winschoten 1968 (114 gedichten)
- Noar 't Adrillenmaart in Winschoot, Winschoten 1978, herd. Assen 1996
- De raaize noar Peries van twei Oldamster boeren, deur ain van heur vertelt anno 1939, Groningen 1977, herdr. Assen 2002
- Balloaden, mythen, overleverns. Gedichten en laiden van 't kustvolk, Groningen 1980
- Bloaren aan de levensboom, Groningen 1982, herdr. Assen 1996
- Drei dichterlieke vertelsters (Vivat Omlandia! Wie, Oldambsters. De joarkring), Groningen 1983
- Onder de regenboog, Bedum (100 gedichten)
- Störm en stilte / Miemern in twijduustern / Oost van mien ander laand, Groningen 1992, herdr. Assen 2000 (verzamelbundel)
- Laiden van 't Oldambt en 't olle Loug veur 's oavends loat en 's mörns vroug, Assen 1998
- Luisteren naar het land. Het mystieke verlangen van de Groninger dichter D.S. Hovinga, red. Berny Jansema en Marianne Kruijswijk, Scheemda 2020 (Oldambt Historische Reeks, dl. 5; boek en CD)